# سكوت كير
سكوت كير (11 ديسمبر 1981 بليدز في المملكة المتحدة - ) (بالإنجليزية: Scott Kerr)‏ هو لاعب كرة قدم بريطاني في مركز الوسط. شارك مع منتخب إنجلترا لكرة القدم C ‏. أما مع النوادي، فقد لعب مع برادفورد سيتي وغريمسبي تاون وليدز يونايتد ونادي هايد إف سي ونادي يورك سيتي وهال سيتي ونادي سكاربورو وفريكلي أثلتيك ‏ وOssett Albion A.F.C. ‏ ونادي ستاليبريدج سيلتيك ولينكولن سيتي أف سي وسبنيمور تاون ‏ ونادي برادفورد بارك أفنيو.

## وصلات خارجية
- سكوت كير على موقع قاعدة بيانات كرة القدم.إي يو (الإنجليزية)
- سكوت كير على موقع Soccerbase.com (لاعب) (الإنجليزية)
- سكوت كير على موقع Soccerway.com (الإنجليزية)
- سكوت كير على موقع عالم كرة القدم.نت (الإنجليزية)